# Paul Speckmann
Paul Speckmann (ur. 28 sierpnia 1963 roku w Chicago, w stanie Illinois w USA) – amerykański muzyk, kompozytor i instrumentalista, gitarzysta basowy. Lider i założyciel grupy muzycznej Master, znany również z występów w grupach Abomination, Solutions oraz Krabathor. Od 1999 r. mieszka w Uherské Hradiště z żoną imieniem Jitka.
Jeden z ulubionych przez muzyka przepisów kulinarnych ukazał się w 2009 roku w książce Hellbent For Cooking: The Heavy Metal Cookbook (Bazillion Points, ISBN 978-0-9796163-7-2). Ponadto w książce znalazły się przepisy nadesłane przez takich muzyków jak: Marcel Schirmer (Destruction), Jeff Becerra (Possessed), John Tardy (Obituary) czy Andreas Kisser (Sepultura).

## Dyskografia
| - Warcry - Trilogy Of Terror (demo, 1983) - Death Strike - Fuckin' Death (demo, 1985) - Master - '85 Demo (demo, 1985) - Master/Abomination split 7" EP (Nuclear Blast, 1990) - Abomination - Abomination (Nuclear Blast, 1990; Metal Mind, 2008) - Master - Master (Nuclear Blast, 1990; Displeased, 2008) - Master - Demo '91 (demo, 1991) - Death Strike - Fuckin' Death (Nuclear Blast, 1991) - Master - On the Seventh Day God Created... Master (Nuclear Blast, 1992; Displeased, 2008) - Abomination - Tragedy Strikes (Nuclear Blast, 1992; Metal Mind, 2008) - Speckmann Project - Speckmann Project (Nuclear Blast, 1992) - Master - Collection of Souls (Nuclear Blast, 1993) - Master - Final Word (demo, 1995) - Master/Excision split 7" EP (Moonlight, 1996) - Walpurgisnacht - Live Demo (demo, 1997) - Master - Faith is in Season (Pavement, 1998) |  | - Abomination - The Final War EP (Metal Age, 1999) - Abomination - Curses of the Deadly Sin (Metal Age, 1999) - Solutions - Solutions (Metal Age, 1999) - Martyr - Murder X: The End of the Game (System Shock, 2000) - Krabathor - Unfortunately Dead (System Shock, 2000) - Master - Follow Your Savior EP (Metal Age, 2001) - Speckmann - ...God Created Master (The Early Years) (Metal Age, 2001) - Master - Let's Start a War (System Shock, 2002) - Krabathor - Dissuade Truth (System Shock, 2003) - Master - Unreleased 1985 Album (Displeased, 2003) - Master - The Spirit of the West (System Shock, 2004) - Master - Everything is Rotten (demo, 2005) - Master - Masterpieces (kompilacja, Twilight Vertrieb, 2005) - Master - Four More Years of Terror (Twilight Vertrieb, 2005) - Master - Slaves to Society (Twilight Vertrieb, 2007) - The Architects of Hate - Pure Hate EP (2008) |

## Wideografia
- Master - Live at Mexico City (Goatsucker, 2000)